# Liste de plantes utilisées en phytothérapie
Pour un article plus général, voir phytothérapie.
- Haut – A
- B
- C
- D
- E
- F
- G
- H
- I
- J
- K
- L
- M
- N
- O
- P
- Q
- R
- S
- T
- U
- V
- W
- X
- Y
- Z

On compte environ 2 000 plantes utilisées en herboristerie. Jusqu'à l'avènement de la chimie moderne (extraction, synthétisation), les plantes ont été une des principales, sinon la principale, ressource de la pharmacopée utilisée par les différentes civilisations. Elles font historiquement partie de la médecine et restent des éléments de bases de la chimiothérapie moderne.
Dans son ensemble, une plante constitue un ensemble riche et complexe, composé de parties aériennes (feuille, fruit, fleur...) et de parties souterraines (racine, rhizome...). Elle peut avoir une ou plusieurs parties actives avec des indications pouvant être différentes, qui seront utilisées avec indications et des méthodes de préparation différentes.
La recherche en phytothérapie sélectionne les plantes les plus actives et les plus efficaces pour lutter contre les maladies. Limitation des effets indésirables, dositométrie des principes actifs stabilisés. Avec ces méthodes, la pharmacognosie ouvre la porte à de nouvelles utilisations venues des végétaux, par exemple dans la lutte contre les cancers.

## Les techniques d'obtention des principes actifs
Traditionnellement, les plantes pour leur administration étaient préparées en infusion, décoction ou macération. Aujourd'hui, il existe de la poudre de plante totale cryobroyée, plus pratique et plus concentrée, et surtout dosée. La poudre de plante cryobroyée est obtenue par pulvérisation de la partie active de la plante sèche, par un broyage à froid sous azote liquide, elle est alors commercialisée en particulier sous forme de gélules. Le cryobroyage présente toutefois l'inconvénient de dégrader une proportion non négligeable des constituants de la plante (les vitamines, les enzymes, les substances volatiles et de nombreux autres).
Pour préserver l’intégrité des principes actifs, il est préférable d'utiliser un broyage grossier (cisaillement) suivi d'une extraction qui permet l'obtention d'un produit plus pur et exempt d’éventuels contaminants chimiques et biologiques. Ce procédé consiste en plusieurs étapes :
- Extraction des principes actifs en plongeant la poudre grossière (issue du cisaillement) dans un solvant adapté. Le choix du bon solvant permet de séparer efficacement tous les actifs ciblés et de conserver leur synergie d’action.
- Élimination des composés solides par filtration (cellulose par exemple, celle-ci occasionnant des problèmes de digestion).
- Élimination du solvant et des contaminants (biologiques et chimiques) par une phase de séchage modérée sous vide.
- Obtention d’un extrait sec sous forme de poudre avec une teneur en actif concentrée, standardisée et stabilisée.

On obtient une huile essentielle par la technique de distillation à la vapeur d'eau. Les plantes telles la menthe, le romarin, le thym donnent des huiles essentielles de grande qualité. Thymus vulgaris et Rosmarinus officinalis donnent des huiles essentielles très diversifiées quant aux chémotypes, selon leurs habitats. Ces huiles essentielles (issues de la même espèce botanique mais de lieux différents) sont très différentes les unes des autres.

## Liste des plantes utilisées
S'il est capital de maîtriser l'action des différents principes actifs pris isolément, la phytothérapie, à la différence de la médecine classique, recommande d'utiliser la plante entière, ou une partie de cette plante, plutôt que des extraits obtenus en laboratoire par dissection d'une plante médicinale pour en isoler ses principes actifs. Ces analyses ne suffiraient pas pour expliquer comment la plante agit. L'ensemble d'une plante (le totum), ou une partie de cette plante, serait plus efficace que la somme de ses composants

### A
- Abricotier, Prunus armeniaca
- Absinthe, Artemisia absinthium, les feuilles et sommités fleuries. Antiseptique
- Acacia, Robinia pseudoacacia
- Acacia glauque, Leucaena glauca
- Acajou à pommes ou Anacardier, Anacardium occidentale
- Acalyphe ou Ortie de l'Inde, Acalypha indica,
- Acanthe molle, Acanthus mollis
- Acérola, Malpighia punicifolia, le fruit
- Ache de montagne, Levisticum officinale
- Ache des marais, Apium graveolens, la plante entière
- Achillée millefeuille, Achillea millefolium, la sommité fleurie
- Achillée musquée, Achillea moschata
- Achillée naine, Achillea nana
- Achillée sternutatoire, Achillea ptarmica, le rhizome
- Aconit féroce, Aconitum ferox
- Aconit napel, sous-espèce type de Aconitum napellus
- Aconit tue-loup, Aconitum lycoctonum subsp. vulparia
- Acore vrai, Acorus calamus aromaticus, le rhizome
- Actée à grappe, Actaea racemosa, Cimicifuga racemosa
- Actinomyces blanc, Actinomyces albus
- Actinomyces gris, Actinomyces griseus
- Adonis printanier, Adonis vernalis
- Agaric blanc, Agaricus laricis
- Agaric champêtre, Agaricus campester
- Agave rigide, Agave rigida
- Agripaume cardiaque, Leonurus cardiaca, les feuilles et les fleurs
- Agrostide blanche, Agrostis alba
- Agrostide commune ou Agrostide vulgaire, Agrostis vulgaris
- Aigremoine eupatoire, Agrimonia eupatoria. Astringent
- Ail, Allium sativum, le bulbe. Antiseptique
- Ail des ours, Allium ursinum, les bulbes et les parties aériennes
- Ail douteux, Allium fallax
- Ail de la Sainte-Victoire ou Ail victoriale, Allium victorialis
- Ailante glanduleux, Ailanthus altissima (autrefois: Ailanthus glandulosa)
- Airelle, myrtille commune (Vaccinium myrtillus). Antiseptique, astringent
- Airelle rouge, Vaccinium vitis-idaea. Astringent
- Alchémille des Alpes, Alchemilla alpina
- Alchémille commune, Alchemilla vulgaris, la plante entière. Astringent
- Aletris farineux, Aletris farinosa
- Alfalfa, Medicago sativa, le suc des feuilles
- Algues, le thalle
- Alkékenge, Physalis alkekengi, les baies
- Alliaire officinale ou Herbe à ail, Alliaria officinalis
- Aloe vera
- Aloès du Cap, Aloe ferox
- Amandier commun, Amygdalus communis, le bourgeon, l'écorce de racine
- Amanite citrine, Amanita citrina
- Amanite bulbeuse, Amanita bulbosa
- Amanite phalloïde, Amanita phalloides
- Amanite tue-mouches, Amanita muscaria
- Amanite vineuse, Amanita rubescens
- Amarante de la Jamaïque, Amaranthus spinosus
- Amarylide, Amaryllis equestris
- Ambrette, Hibiscus abelmoschus
- Ambroisie à feuilles d'armoise ou Ambroisie élevée ou Grande herbe à poux, Ambrosia artemisiifolia
- Ammi visnage ou Herbe-aux-cure-dents, Ammi visnaga
- Anacarde oriental ou Noix de marquage, Semecarpus anacardium [4]
- Anacardier ou Acajou à pommes, Anacardium occidentale
- Ananas, Ananas comosus, la tige et le fruit
- Ananas, Ananas sativa
- Ancolie commune, Aquilegia vulgaris
- Andromède en arbre, Oxydendrum arboreum
- Anémone des montagnes, Pulsatilla montana
- Anémone pulsatille, Pulsatilla vulgaris, le rhizome
- Anémone sylvie, Anemone nemorosa
- Anémone fausse renoncule, Anemone ranunculoides
- Aneth odorant ou Fenouil bâtard, Anethum graveolens
- Angélique officinale, Angelica archangelica, la racine
- Angélique des Pyrénées, Angelica pyrenaea
- Angélique sauvage, Angelica anomala, Angelica sinensis radix
- Angélique des bois, Angelica sylvestris
- Angusture vraie, Angustura vera, Cusparia febrifuga, Galipea cusparia, Galipea febrifuga, Galipea officinalis
- Anis étoilé ou Badiane chinoise, Illicium anisatum, Illicium verum
- Anis vert, Pimpinella anisum, les graines
- Anthyllide vulnéraire, Anthyllis vulneraria
- Arabette des Cévennes, Arabis cebennensis
- Aralie à grappes, Aralia racemosa
- Arbousier, Arbutus unedo, les feuilles l'écorce et les fruits
- Arbousier d'Amérique, Symphoricarpus racemosus
- Arbousier de Candie, Arbutus andrachne
- Arbre à perruques, Rhus cotinus
- Arbre à suif, Myrica cerifera
- Arbre de Judée, Cercis siliquastrum
- Arbre de neige, Chionanthus virginica
- Argémone du Mexique, Argemone mexicana
- Argousier, Hippophae rhamnoides
- Aristoloche clématite, Aristolochia clematitis, Aristolochia infesta, les feuilles et les souches
- Aristoloche à feuilles rondes, Aristolochia rotunda
- Armoise commune, Artemisia vulgaris, Artemisia selengensis, les feuilles les racines, les sommités fleuries.
- Arnique ou Arnica, Arnica montana, les racines, les fleurs et les feuilles
- Artichaut, Cynara scolymus, les feuilles et le fruit
- Arum des Antilles, Arum seguinum, Caladium seguinum, Dieffenbachia seguine
- Arum tacheté, Arum maculatum, Arum vulgare
- Asaret d'Europe, Asarum europaeum
- Asaret commune, Asarum officinale
- Asaret du Canada, Asarum canadense
- Asclépiade tubéreuse, Asclepias tuberosa
- Ase fétide, Ferula assa-foetida, Scorodosma foetidum
- Asiminier trilobé, Asimina triloba, Annona triloba
- Asoka, Jonesia asoca
- Asperge, Asparagus officinalis
- Aspérule odorante, Asperula odoranta, ou Gaillet odorant, Galium odoratum la plante entière
- Aspérule à l'esquinancie, Asperula cynanchica
- Asphodèle blanc, Asphodelus albus
- Assacou, Hura crepitans, Hura brasiliensis, la semence desséchée
- Aster âcre, Aster acris
- Astragale à gomme adragante, Astragalus gummifer
- Astragale sans tige, Astragalus exscapus
- Athamante de Crète, Athamanta cretensis
- Aubépine, Crataegus oxyacantha, les fleurs et les baies
- Aubépine officinale, Crataegus laevigata, la sommité fleurie
- Aubépine à un style, Crataegus monogyna
- Aubergine, Solanum melongena
- Aubier de tilleul, Alburnum tiliae
- Aucuba, Aucuba japonica
- Aulne blanc ou Aulne des montagnes, Alnus incana
- Aulne glutineux, Alnus glutinosa
- Aulne rouge, Alnus rubra
- Grande aunée, Inula helenium
- Aurône mâle, Artemisia abrotanum
- Avena sativa, la graine
- Avocatier, Laurus persea, Persea americana, Persea gratissima
- Avoine, Avena sativa, la graine
- Avoine élevée ou Fromental, Avena elatior

### B
- Badiane chinoise ou Anis étoilé, Illicium anisatum, Illicium verum
- Ballote, Ballota nigra, la sommité fleurie
- Bambou, Bambousa arundinacea, l'exsudat de la tige
- Bardane, Arctium lappa, les racines
- Basalmier, Commiphora molmol, la résine
- Basilic commun, Ocimum basilicum, la plante entière
- Belladone, Atropa belladonna
- Benjoin du Siam ou du Laos, Styrax tonkinensis
- Benoîte commune, Geum urbanum. Astringent
- Berbéris
- Berce commune, Heradeum spondylium, les racines les feuilles et les graines
- Bétoine, Stachys officinalis ou Betonica officinalis, les racines et feuilles.
- Bette
- Bigaradier, Citrus aurantium, la feuille
- Bistorte ou Renouée bistorte, Polygonum bistorta, le rhizome
- Blé, Triticum sativum, l'huile extraite du germe
- Bleuet, Centaurea cyanus, la plante entière
- Bois de Panama ou Quillaya
- Boldo, Peumus boldus, la feuille
- Boucage
- Petit boucage, Pimpinella saxifraga
- Bouillon blanc, Verbascum thapsus, les fleurs et les feuilles
- Bouleau, Betula pendula, les feuilles les bourgeons l'écorce la sève
- Bourdaine, Frangula alnus ou Rhamnus frangula, l'écorce
- Bourrache officinale, Borago officinalis, l'huile extraite de la graine par première pression à froid, les feuilles et les fleurs. Dermatologie
- Bruyère, Erica Cinerea ou Calluna vulgaris, les sommités fleuries.
- Bryone dioïque, Bryonia dioica
- Buglosse officinale, Anchusa officinalis, les feuilles, les fleurs
- Bugrane épineuse, Ononis spinosa
- Buis
- Busserole (ou Raisin d'ours), Arctostaphylos uva-ursi, les feuilles et les baies. Astringent

### C
- Caféier, Coffea arabica, la graine de café vert
- Chanvre, Cannabis
- Camomille romaine, la sommité fleurie, Chamaemelum nobile
- Grande camomille, Tanacetum parthenium
- Petite camomille ou Matricaire, Matricaria recutita
- Cannelier de Ceylan, Cinnamomum verum
- Capillaire, voies respiratoires,
- Carotte, Daucus carota, la racine
- Caroube, Ceratonia siliqua, la gomme tirée de la graine
- Carvi, Carum carvi
- Cascara, Cascara sagrada, Rhammus purshiana
- Cassis, Ribes nigrum, la feuille. Antiseptique, anti-inflammatoire en rhumatologie
- Céleri sauvage
- Centaurée
- Petite centaurée, Centaurium erythraea
- Cerfeuil
- Cerisier, Prunus cerasus, le pédoncule du fruit (queue de cerise)
- Chardon béni, Cnicus benedictus
- Chardon-Marie, Silybum marianum, le fruit
- Chardon-Robert
- Chélidoine, Chelidonium majus, la feuille
- Chêne rouvre, Quercus robur. Astringent
- Chicorée, Cichorium intybus, les racines
- Chiendent, Aropyrum repens, le rhizome
- Chiendent officinal, Elytrigia repens
- Chou
- Chrysanthellum, Chrysanthellum americanum, la plante entière
- Ciboulette
- Citron, Citrus aurantium, l'écorce du fruit
- Citronnelle
- Colchique d'automne, Colchicum autumnale (extrait) Plante toxique. Anti-inflammatoire en rhumatologie
- Condurango, Marsdenia cundurango
- Consoude
- Grande consoude, Symphytum officinale
- Coquelicot, Papaver rhoeas, le pétale
- Coriandre
- Courge, Curcubita pepo, l'huile du pépin (graine)
- Cresson
- Cumin
- Curcuma, Curcuma longa, le rhizome
- Cyprès, Cupressus sempervirens, la noix et le cône fructifère

### D
- Datura ou Stramoine, Datura stramonium
- Digitale :
- Digitale laineuse, Digitalis lanata
- Digitale pourprée,Digitalis purpurea

### E
- Échinacée pourprée, Echinacea purpurea, la racine
- Églantier, Rosa canina
- Éleuthérocoque, Eleutherococcus senticosus, la racine
- Epilobe à petites fleurs, Epilobium parviflorum
- Eschscholtzia, Eschscholtzia californica, la partie aérienne fleurie
- Estragon
- Eucalyptus, Eucalyptus globulus, la feuille
- Eupatoire, Eupatorium cannabinum, la plante entière
- Euphraise

### F
- Fenouil bâtard ou Aneth odorant, Anethum graveolens
- Fenouil commun, Foeniculum vulgare, le fruit
- Fenugrec, Trigonella foenum-graecum, la graine
- Fève de Malac ou Anacarde orientale, Semecarpus anacardium
- Figue
- Figuier, Ficus carica
- Fougère mâle
- Fougère royale
- Fragon piquant ou Petit houx, Ruscus aculeatus, la souche radicante
- Fraisier
- Fraisier des bois, Fragaria vesca. Astringent
- Framboisier, Rubus idaeus ou ronce du mont Ida. Astringent
- Frêne, Fraxinus excelsior, la feuille. Anti-inflammatoire en rhumatologie
- Fromental ou Avoine élevée, Avena elatior
- Fucus, Fucus vesicolusus, le thalle
- Fumeterre, Fumaria officinalis, la partie aérienne fleurie

### G
- Petit galanga, Alpinia officinarum
- Garcinia gummi-gutta, le péricarpe du fruit
- Galéopside jaunâtre, Galeopsis segetum
- Gattilier
- Génépi
- Genévrier, Juniperus communis. Antiseptique
- Gentiane jaune, Gentiana lutea
- Géranium Herbe à Robert
- Germandrée, la partie aérienne fleurie
- Gesse à feuilles de lin,Lathyrus linifolius. Coupe-Faim
- Gingembre ou Zingiber officinale, Zingiber officinalis, le rhizome
- Ginkgo, Ginkgo biloba, la feuille
- Ginseng, Panax ginseng, la racine
- Ginseng américain, Panax quinquefolius, la racine
- Giroflier, Syzygium aromaticum
- Grande aunée, Inula helenium
- Grande camomille, Chamaemelum nobile
- Grande consoude, Symphytum officinale
- Grande herbe à poux ou Ambroisie à feuilles d'armoise ou Ambroisie élevée ou Ambrosia artemisiifolia
- Grande mauve ou Mauve sylvestre, Malva sylvestris
- Guarana, Paullinia cupana, la graine
- Gugul, Commiphora mukul, l'exsudat résineux
- Gui, Viscum album, la feuille et la tigette
- Guimauve, Althaea officinalis

### H
- Hamamélis de Virginie, Hamamelis virginiana, la feuille
- Haricot commun, Phaesolus vulgaris, la cosse
- Harpagophyton, Harpagophytum procumbens ou griffe du diable ou racine de Windhoek, la racine secondaire.
- Herbe à ail ou Alliaire officinale, Alliaria officinalis
- Herbe-aux-cure-dents ou Ammi visnage, Ammi visnaga
- Herbe de la saint-Jean ou Millepertuis perforé, Hypericum perforatum, la sommité fleurie
- Houblon, Humulus lupulus, l'inflorescence femelle
- Hydrastis canadensis
- Hysope officinal, Hyssopus officinalis. Antiseptique

### I
- Immortelle des sables, Helichrysum arenarium
- Ipécacuanha, Cephaelis ipecacuanha
- Ispaghul, Plantago ovata, le tégument de la graine

### J
- Jaborandi, Pilocarpus pennatifolius
- Jusquiame noire, Hyoscyamus niger

### K
- Karaya, Sterculia urens, la gomme
- Kava ou Kawa-Kawa, Piper methysticum
- Kola, Cola nitida, la graine
- Konjac, Amorphophallus konjac, le glucomannane qui est un composant actif de la racine

### L
- Lamier blanc ou Ortie blanche, Lamium album, la sommité fleurie. Astringent
- Laurier noble ou Laurier sauce, Laurus nobilis
- Lavande vraie, Lavandula angustifolia (anciennement Lavandula officinalis), la fleur
- Levure de bière, Saccharomyces cerevisiae
- Lichen d'Islande, Cetraria islandica
- Lierre commun, Hedera helix
- Lierre terrestre, Glechoma hederacea la plante entière. Astringent
- Lin cultivé, Linum usitatissimum, la graine
- Lithothame, Lithothamnium calcareum, le thalle
- Livèche, Levisticum officinale
- Luzerne, Medicago sativa, le suc des feuilles

### M
- Maïs, Zea mays, le stigmate (appelée "barbe")
- Marronnier d'Inde, Aesculus hippocastanum, l'écorce
- Marrube blanc, Marrubium vulgare, la sommité fleurie
- Maté (le breuvage) ou Yerba Maté ou thé du Paraguay, thé des Jésuites, thé du Brésil ou Ilex paraguariensis (la plante)
- Matricaire ou Petite camomille, Matricaria recutita
- Mauve sylvestre ou Grande mauve, Malva sylvestris, la fleur
- Mélèze d'Europe, Larix decidua, la résine de mélèze aussi appelée « Térébenthine de Venise ».
- Mélilot blanc, Melilotus albus
- Mélilot officinal, Melilotus officinalis, la sommité fleurie
- Mélisse, Melissa officinalis, la feuille
- Menthe poivrée, Mentha piperita, la feuille. Anesthésiant, antiseptique
- Menthe pouliot, déconseillée car pouvant être hépatotoxique
- Ményanthe ou Trèfle d'eau, Menyanthes trifoliata, la feuille
- Millepertuis officinal ou Millepertuis perforé ou Herbe de la saint-Jean, Hypericum perforatum, la sommité fleurie
- Molène, Verbascum densiflorum. Dermatologie
- Mousse d'Islande
- Moutarde noire, Brassica nigra
- Mûrier noir
- Myrrhe, Commiphora molmol
- Myrte, Myrtus communis
- Myrtille, Vaccinium myrtillus, la baie et la feuille

### N
- Navet
- Nerprun d'Amérique
- Nigelle, la graine ou l'huile
- Noix de coco, la coque carbonisée en charbon végétal actif
- Nopal, Opuntia ficus-indica, la plante entière
- Noyer

### O
- Oignon
- Olivier, Olea europaea, la feuille
- Opium
- Onagre, Oenothera biennis, l'huile extraite de la graine par première pression à froid
- Orange amère, Citrus aurantium
- Origan
- Orthosiphon, Orthosiphon aristatus, Orthosiphon stamineus, , la feuille
- Ortie blanche ou Lamier blanc, Lamium album, la sommité fleurie
- Petite ortie, Urtica urens
- Grande ortie, Urtica dioica, la racine et la partie aérienne. Dermatologie : eczéma
- Ortie de l'Inde ou Acalyphe, Acalypha indica,

### P
- Pamplemousse, Citrus maxima, l'écorce et la pulpe du fruit
- Papaye, Carica papaya, la feuille
- Partenelle, Tanacetum parthenium, la sommité fleurie
- Passiflore, Passiflora incarnata, la partie aérienne
- Pavot, Papaver somniferum
- Pensée sauvage, Viola tricolor, la partie aérienne fleurie
- Petite Pervenche, Vinca minor, la feuille
- Pétasite hybride, Petasites hybridus
- Petit boucage, Pimpinella saxifraga
- Petit houx ou Fragon piquant, Ruscus aculeatus, la souche radicante
- Petite camomille ou Matricaire, Matricaria recutita
- Petite centaurée, Centaurium erythraea
- Peuplier
- Pied de chat, Antennaria dioica
- Piloselle, Hieracium pilosella, la plante entière
- Piment
- Piment de Cayenne
- Pin mugo, Pinus mugo
- Pin sylvestre, Pinus sylvestris, le bourgeon
- Pissenlits, Taraxacum, la racine
- grand plantain, Plantago major, la feuille
- Plantain de l'Inde, Plantago ovata
- Plantain lancéolé, Plantago lanceolata
- Plantain psyllium, Plantain des sables, Plantago afra
- Podophylle, Podophyllum peltatum
- Polygala de Virginie, Polygala senega
- Pomme de terre
- Potentille ansérine,Potentilla anserina. Astringent
- Potentille argentée, Potentilla argentea. Feuilles, fleurs, racine.
- Potentille tormentille, Potentilla erecta
- pourpier, Portulaca oleracea, la plante entière, contient beaucoup d'oméga 3
- prêle, Equisetum. Dermatologie : acné
- Prêle des champs, Equisetum arvense, la partie aérienne stérile. Anti-inflammatoire en rhumatologie
- Primevère officinale, Primula veris
- Propolis. Antiseptique
- Prunellier épineux Prunus spinosa. Astringent

### Q
- Quassia ou Bois amer, Quassia amara
- Quillaya ou Bois de Panama
- Quinquina, Cinchona officinalis, l'écorce de la tige
- Quinquina rouge, Cinchona pubescens

### R
- Radis noir, Raphanus sativus, la racine
- Raisin, Vitis sp., le marc
- Raisin de mer ou Éphédra, Ephedra sinica, la tige
- Raisin d'ours, Arctostaphylos uva-ursi
- Ratanhia, Krameria lappacea
- Rauwolfia, Rauvolfia vomitoria
- Réglisse, Glycyrrhiza glabra
- Reine-des-prés, Filipendula ulmaria, la sommité fleurie. Anti-inflammatoire en rhumatologie
- Renouée bistorte ou Bistorte, Polygonum bistorta, le rhizome
- Renouée des oiseaux, Polygonum aviculare
- Rhubarbe de Chine, Rheum palmatum
- Ricin commun, Ricinus communis
- Romarin, Rosmarinus officinalis, la feuille
- Ronce commune, Rubus fruticosus. Astringent
- Rose rouge
- Rossolis, Drosera rotundifolia

### S
- Sabal rampant, Serenoa repens
- Safran
- Salicaire, Lythrum salicaria
- Salsepareille, Smilax spp., la racine
- Saponaire officinale, Saponaria officinalis
- Sarriette des jardins, Satureja hortensis. Antiseptique, astringent
- Sauge, Salvia lavandulifolia, la feuille
- Sauge officinale, Salvia officinalis. Antiseptique
- Sauge tribolée, Salvia triloba
- Saule blanc, Salix alba, l'écorce
- Scille, Urginea maritima
- Séné, Senna alexandrina, la foliole
- Serpolet, Thymus serpyllum
- Soja, Soja, la lécithine et les isoflavones
- Souci officinal ou Souci des jardins, Calendula officinalis. Dermatologie
- Spiruline, Arthrospira maxima, l'algue entière
- Stramoine ou Datura, Datura stramonium
- Sureau noir, Sambucus nigra, le fruit

### T
- Tanaisie commune, Tanacetum vulgare
- Thé vierge ou thé vert, Camellia sinensis, le bouton et les 2 premières feuilles du rameau
- Térébenthine de mélèze
- Térébenthine de Venise
- Thym, Thymus vulgaris, la partie aérienne fleurie. Antiseptique, astringent
- Tilleul, Tilia sylvestris, l'aubier
- Tilleul à grandes feuilles, Tilia platyphyllos
- Tolu, Myroxylon balsamum
- Trèfle d'eau ou Ményanthe, Menyanthes trifoliata
- Tussilage, Tussilago farfara

### V
- Valériane, Valeriana officinalis, la racine
- Vélar officinal (ou Sisymbre officinal)
- Verge d'or, Solidago virgaurea
- Vergerette du Canada, Erigeron canadensis, la partie aérienne fleurie
- Véronique officinale, Veronica officinalis. Dermatologie : cicatrisante
- Verveine officinale, Verbena officinalis. Astringent
- Aloysia citrodora, Verveine citronnée, verveine odorante.
- Vigne rouge, Vitis sp., le marc de raisin et la feuille

### Y
- Ylang-Ylang ou ilang-ilang, Cananga odorata

### Z
- Zingiber officinale ou Gingembre, Zingiber officinalis, le rhizome